# Matti Vandemaele
Matti Vandemaele, né le 22 avril 1981 à Courtrai, est un homme politique belge, membre de Groen.

## Biographie
Matti Vandemaele nait le 22 avril 1981 à Courtrai.
Aux élections législatives fédérales de 2024, Matti Vandemaele est élu à la Chambre des Représentants.